# Torellia vestita
Torellia vestita är en snäckart som beskrevs av John Gwyn Jeffreys 1867. Torellia vestita ingår i släktet Torellia och familjen toppmössor. Inga underarter finns listade i Catalogue of Life.